# アイ・キルド・ザ・プロム・クイーン
アイ・キルド・ザ・プロム・クイーン(I Killed the Prom Queen)とは、オーストラリアのアデレード出身のメタルコアバンドである。インタビューの中でメンバーは、SlipknotやSEPULTURAを聞いたことがバンドを始めたきっかけだと話している。それから、Earth CrisisやSoilwork、In Flamesなどを聞くようになり、ハードコア要素を含みながらも北欧のメロディックデスメタルの要素も含む音楽性が取られている。

## 略歴
2000年から活動を開始し、当時のメンバーの平均年齢22歳。幾度のメンバー交代を重ねながらも、2004年にフロリダのニュースクール・ハードコア・バンドであるEVERGREED TERRACEのレーベルHAND OF HOPE RECORDSより1stアルバム「WHEN GOODBYE MEANS FOREVER」でデビューをする。
これはEVERGREED TERRACEとオーストラリアでツアーを回った際に、ドラマーが彼らを気に入ったことがきっかけでアルバムをリリースすることになった。
これに乗じてアメリカでもツアーをすることになり、ニュージャージーで行なわれていたメタル・ハードコアのビッグ・フェス、HELLFESTにも参戦。このライブでの評判が高まり、リリースしたアルバムは地元アデレードのチャートで数週間1位を保持、オンエア・チャートでも初登場12位を飾った。

## バンド名の由来
インタビューでギタリストのJonaは「バンド名を決める時に、初期ボーカルであるMichael Crafterが候補をリストアップして持ってきてくれたんだけど、そのリストの1番上にあったのがI KILLED THE PROM QUEENって名前だったんだ。Michaelはその名前を「プロムナイト」っていう80年代のホラー映画から思いついたらしいよ。俺はその映画を観てないから、そんな内容なのかは詳しく知らないんだけどね」と語っている。

## メンバー交代の変遷
海外のバンドに特に多く見られるメンバーの入れ替わりであるが、彼らもまたそのうちの一つである。
初期ボーカルを担当していたMichael Crafterは2006年に、EP「Your Past Comes Back To Haunt You」(2005年)のレコーディング後に脱退。後任としてThe Hunt For Ida WaveのEdが加入。Edが加入してからはハードコア要素の強かった作風から、北欧のメロディック・デスメタルの要素も含まれる作風に変わっている。
その後リリースされた「Music for the Recently Deceased」(2006年)も日本で発売され、若手オージーメタルコアとして注目を集めるものの、Edが急遽脱退。その後、イギリスのハードコア・デスコアバンドであるEternal Lordに加入するも、2008年、「Blessed Be This Nightmare」をリリース後に脱退。

## 解散～復活
その後、ボーカルを失った彼らは2008年にライブアルバムである「Sleepless Nights and City Lights」を発売した後、解散。
しかし2009年、MyspaceのコメントにてBring Me The Horizonとのツアーをやるとのコメントを残し復活の噂が流れ始める。
そして2011年、オーストラリアで開催されるDESTROY MUSICツアーへの参加により再結成。元The Red ShoreのJamie Hopeの加入も発表された。

## ディスコグラフィー

### アルバム
- When Goodbye Means Forever... (2003年)
- Music for the Recently Deceased (2006年)
- Beloved (2014年)

### EP
- Choose to Love, Live or Die (2002年)
- I Killed the Prom Queen / Parkway Drive: Split CD (2003年)
- Your Past Comes Back to Haunt You (2005年)

### ライヴ・アルバム
- Sleepless Nights and City Lights (2008年)